# Виннерт
Виннерт (нем. Winnert) — община в Германии, в земле Шлезвиг-Гольштейн.
Входит в состав района Северная Фризия. Подчиняется управлению Нордзе-Трене. Население составляет 750 человек (на 31 декабря 2010 года). Занимает площадь 18,88 км².
Официальным языком в населённом пункте, помимо немецкого, является севернофризский.